# Ines Khouildi
Ines Khouildi (arabe : إيناس الخويلدي), née le 11 mars 1985 à Nefza, est une handballeuse tunisienne.
Elle joue au poste d'arrière gauche. Avec l'équipe de Tunisie, elle participe aux championnats du monde 2007, 2009, 2011, 2015 et 2017.

## Palmarès

### Clubs
Compétitions internationales
- Vainqueur de la coupe Challenge (C4) en 2011 (avec Mios Biganos)

Compétitions nationales
- Championne de Roumanie en 2019 (avec SCM Râmnicu Vâlcea)
- Vainqueur de la Supercoupe de Roumanie en 2018 (avec SCM Râmnicu Vâlcea)
- Championne de Turquie en 2013 (avec Muratpasa Belediyesi SK Antalya)
- Vainqueur de la coupe de Pologne en 2014 (avec Vistal Gdynia)
- Finaliste de la coupe de la Ligue en 2007 (avec Cercle Dijon Bourgogne) et 2012 (avec Mios Biganos)
- Finaliste de la coupe de France en 2007 (avec Cercle Dijon Bourgogne)
- Finaliste de la coupe de Roumanie en 2018 et 2019 (avec SCM Râmnicu Vâlcea)

### Sélection nationale
Championnats du monde
- 15e place du championnat du monde 2007
- 14e place du championnat du monde 2009
- 18e place du championnat du monde 2011
- 21e place du championnat du monde 2015
- 24e place du championnat du monde 2017

Championnats d'Afrique des nations
- Finaliste du championnat d'Afrique des nations 2006
- Finaliste du championnat d'Afrique des nations 2010
- Finaliste du championnat d'Afrique des nations 2012